# Marbeuf
Marbeuf ist eine französische Gemeinde mit 487 Einwohnern (Stand: 1. Januar 2022) im Département Eure in der Region Normandie (vor 2016 Haute-Normandie). Die Gemeinde gehört zum Arrondissement Bernay und zum Kanton Le Neubourg. Die Einwohner werden Marbeuviens genannt.

## Geografie
Marbeuf liegt in Nordfrankreich etwa 40 Kilometer südsüdwestlich von Rouen. Umgeben wird Marbeuf von den Nachbargemeinden Cesseville im Norden, Saint-Aubin-d’Écrosville im Süden und Osten, Crosville-la-Vieille im Westen und Südwesten sowie Iville im Nordwesten.

## Bevölkerungsentwicklung
| Jahr                      | 1793 | 1851 | 1886 | 1921 | 1962 | 1968 | 1975 | 1982 | 1990 | 1999 | 2006 | 2013 |
| Einwohner                 | 540  | 455  | 320  | 202  | 206  | 208  | 233  | 263  | 258  | 296  | 340  | 420  |
| Quelle: Cassini und INSEE |      |      |      |      |      |      |      |      |      |      |      |      |

## Sehenswürdigkeiten
- Kirche Saint-Christophe aus dem 15. Jahrhundert
- Schloss aus dem 17. Jahrhundert

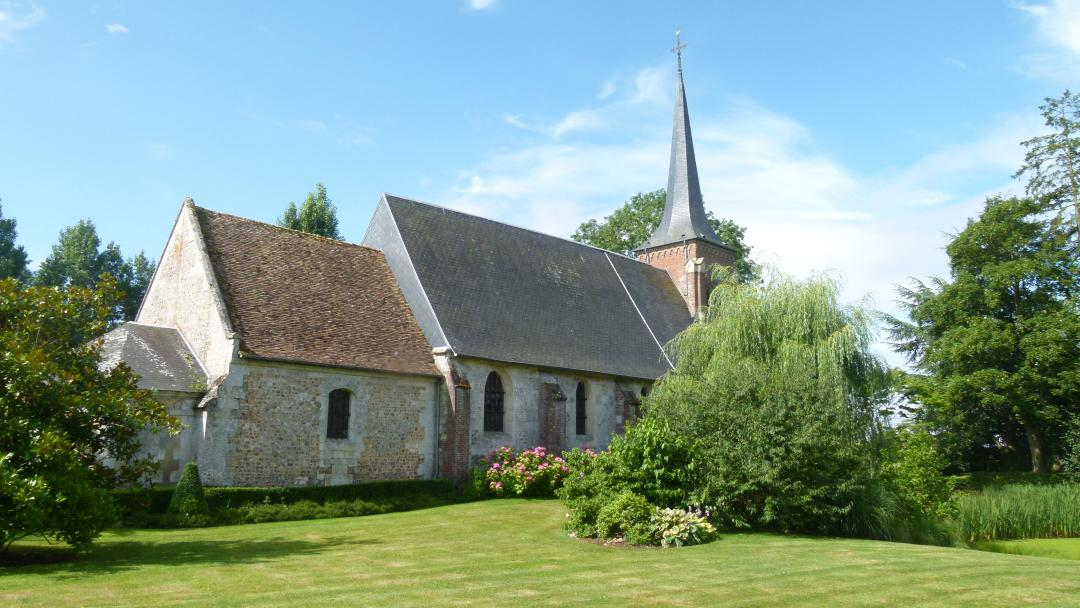
Kirche Saint-Christophe
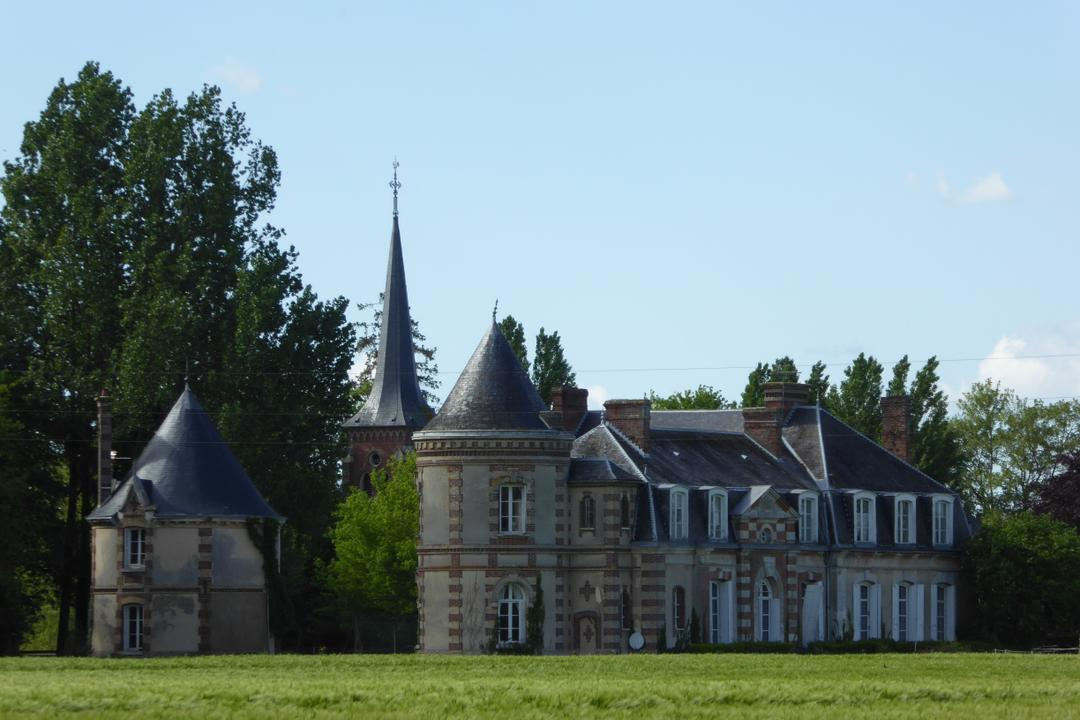
Schloss

## Persönlichkeiten
- Anne Antoine d’Aché (1701–1780), Marineoffizier, Vizeadmiral der Levanteflotte
- Arnould Galopin (1863–1934), Schriftsteller